# A Friend in Need Is a Friend Indeed (film 1909)
A Friend in Need Is a Friend Indeed è un cortometraggio muto del 1909. Il nome del regista non viene riportato nei credit del film.

## Produzione
Il film fu prodotto dalla Vitagraph Company of America.

## Distribuzione
Distribuito dalla Vitagraph Company of America, il film - un cortometraggio di 168 metri - uscì nelle sale cinematografiche statunitensi l'8 giugno 1909. Nelle proiezioni, veniva programmato con il sistema dello split reel, accorpato in un'unica bobina con un altro cortometraggio prodotto dalla Vitagraph, Mr. Physical Culture's Surprise Party.